# Andre Gilmore Girls-personer
Denne artikel omhandler andre Gilmore Girls-personer, som er fiktive bipersoner i tv-serien Gilmore Girls.

## Louise Grant
Louise Grant (34 episoder, 2000-2004) er en af Rory Gilmores veninder fra Chilton Highschool.

## Madeline Lynn
Madeline Lynn (33 episoder, 2000-2004) er en af Rory Gilmores veninder fra Chilton Highschool.

## Brian Fuller
Brian Fuller (32 episoder, 2002-2007) er bassist i Lane Kims rockband og bedste ven med Zack van Gerbig. Brian har boet sammen med Lane og Zack.

## Doyle McMaster
Doyle McMaster (21 episoder, 2003-2007) er Paris Gellers kæreste og forhenværende redaktør på Yale Daily News.

## Morey Dell
Morey Dell (19 episoder, 2000-2007) er gift med Babbett og nabo til Lorelai Gilmore. Morey er en høj, tynd mand, der altid går i sort tøj og bowlerhat samt spiller jazz-musik ved sit klaver.

## Lulu
Lulu (15 episoder, 2003-2007) er Kirk Gleasons kæreste.

## Colin McCrae
Colin McCrae (15 episoder, 2004-2006) er en af Logan Huntzbergers to bedste venner. Han er altid med på den værste og medlem af Life and Death Brigade. Colin er fra Irland.

## Finn
Finn (14 episoder, 2004-2006) er en af Logan Huntzbergers to bedste venner. Han er medlem af Life and Death Brigade.

## Gil
Gil (13 episoder, 2003-2007) er guitarist i Lane Kims rockband. Gil er gift, har barn og er over 30 år, hvilket først forekommer meget bizart for de øvrige bandmedlemmer. Han ved dog hvordan man skal "rocke og rulle" og bliver derfor hurtigt accepteret i gruppen.

## Tristan Dugray
Tristan Dugray (11 episoder, 2000-2001) spillet af Chad Michael Murray optræder kun i sæson 1, hvor han går i klasse med Rory Gilmore. Han kalder Rory for Marie (Jomfru Maria) fordi hun er et dydsmønster.

## Marty
Marty (10 episoder, 2003-2006) går under navnet Naked Guy (nøgen fyr) fordi han under en af de første fester med Rory Gilmore på Yale Universitet ender ude på hendes altan nøgen. De lærer derefter hinanden at kende og bliver venner. Marty bliver senere kæreste med en af Rorys nye veninder, hvilket skaber en pinlig situation, da han lader som om han ikke kendte Rory i forvejen.

## Dave Rygalski
Dave Rygalski (9 episoder, 2002-2003) spillet af Adam Brody var guitarist i Lane Kims rockband og de to var også kortvarigt kærester.

## Lindsay Forester
Lindsay Forester (9 episoder, 2003-2004) var i en periode gift med Dean Forester. Desuden var Lindsay folkeskoleveninde med Rory Gilmore.